# Clyde Soto
Clyde Soto Badaui (nacida en 1966) es una feminista, investigadora social, psicóloga y activista de derechos humanos paraguaya.

## Vida
Nacida en 1966, Clyde Soto es licenciada en psicología, por la Universidad Nacional de Asunción. También se formó en estudios de género en el Instituto Universitario de Estudios de la Mujer de la Universidad Autónoma de Madrid y realizó el Programa Regional de Formación en Género y Políticas Públicas (PRIGEPP) de la Facultad Latinoamericana de Ciencias Sociales (FLACSO).
Entre 1987 y 1990, desempeñó funciones en el Grupo de Ciencias Sociales (GCS). Desde 1991, Clyde Soto ha ejercido como investigadora en el Centro de Documentación y Estudios (CDE), un centro de investigación y documentación social sin fines de lucro en Asunción. Forma parte del equipo editorial de Informativo Mujer, publicado por el CDE, y fue Directora del CDE de 1999 a 2001. De 1999 a 2000 fue corresponsal en Paraguay de la revista Mujer-Fempress.
Soto es integrante de la Coordinación de Mujeres del Paraguay (CMP).
En marzo de 2021, Soto fue uno de los que criticó el llamamiento del ministro de Educación , Juan Manuel Brunetti, a la "familia tradicional", lo que obligó a Brunetti a disculparse.

## Obras
- (con Jorge Silvero Salgueiro) Participación de la mujer en el espacio municipal . Asunción: Mujeres por la Democracia, 1991.
- (ed. con Line Bareiro ) Sola no basta: mecanismos para mejorar la participación política de las mujeres . 1992.
- (con Line Bareiro y Mary Monte) Alquimistas: documentos para otra historia de las mujeres . 1993.
- (con Carmen Echauri) Los saberes del poder . 1993.
- (ed. con Line Bareiro) Ciudadanas: una memoria inconstante . Asunción, Paraguay: Centro de Documentación y Estudios, 1997.
- (con Line Bareiro) Mujeres . En Peter Lambert y Andrew Nickson, eds. , La Transición a la Democracia en Paraguay . Macmillan Press, 1997, págs. 87–96.